# Зегани
Зегани или Пшашха (абх. Пшащха, груз. ზეგანი) — село в Абхазии, в Гагрском районе частично признанной Республики Абхазия, согласно административному делению Грузии — в Гагрском муниципалитете Абхазской Автономной Республики. Высота над уровнем моря составляет 520 метров.

## Население
По данным 1959 года в селе Зегани проживало 209 человек, в основном армяне. В 1989 году в селе проживало 90 человек, также в основном армяне.